# 佐屋川 (愛知県)
佐屋川（さやがわ）は、愛知県西部を流れる日光川水系の普通河川の1つである。

## 地理
愛知県津島市に端を発し、海部郡蟹江町を流下して、現在では日光川と蟹江川の合流部付近で、排水機を使用して日光川へと排水している。河川延長は8.5キロメートル、流域面積は14.7平方キロメートルである。
その流れは穏やかで、『蟹江町史』においては「池」とも書かれた。
かつては町を流れる、他の複数の川と共に水郷としての風景を形成していた。そんな佐屋川にはヨシが見られ、そのヨシ原の中に、冬期に魚類が異様に集まる場所が知られていた。そこを掘削したみた結果、尾張温泉の源泉を掘り当てた。

## 文化
1942年（昭和17年）から1943年（昭和18年）頃に蟹江町を訪れた小説家の吉川英治は、この地を「東海の潮来」と呼んだとされる。愛知県道66号蟹江飛島線（西尾張中央道）の夜寒橋の周辺から下流にかけての左岸、鹿島神社文学苑から吉川英治句碑の付近までは「文学散歩道」と名付けられ、桜並木が整備され、俳句や短歌を記した板碑が数多く立ち並ぶ。吉川英治も次のような句を残した。

佐屋川の 土手もみちかし 月こよひ （吉川英治）

かつてはフナやコイなどの漁も盛んに行われていた。しかし、1959年（昭和34年）9月の伊勢湾台風による被害をきっかけに開始された河川改修や、都市化の進行・水質悪化もあって、1962年（昭和37年）には蟹江漁業協同組合が解散したが。ただし、現在も漁業権の保有者が存在しているという。尾張温泉付近には2ヶ所の管理釣り場が設けられ、各地からヘラブナを狙う釣り人が集まる。
なお、尾張温泉を利用して、付近には温泉リハビリ蟹江病院が作られた。

## 歴史
かつては「西ノ森古川」と呼ばれており、現在の津島市高台寺町付近から流下して、蟹江新田の大海用で打樋によって排水していた。蟹江町地内で見られる蛇行した河道は、かつての日光川の乱流によって形成されたと考えられており、日光川を挟んで位置する大膳川と共に、その痕跡を強く残している。
天保12年（1841年）の「蟹江本町村絵図」には現在と同様の佐屋川・大膳川が描かれており、江戸時代後半には下流域で現在の流路が、ほぼ固定されていたと解る。川の流末に排水機が設置されたのは1927年（昭和2年）で、その後も大海用排水機場や蟹江大澪排水機場が設置されて流域の排水を担っている。
なお、地元には「この佐屋川が木曽川の派川・佐屋川の河口であった」との言い伝えがあるという。ただし、明治時代に締め切られた佐屋川の流路とこの川とは比較的に離れた位置にあり、事実とは考え難い。

### 佐屋川を扱った史料
尾張藩士の樋口好古が記した地誌『郡村徇行記』の「西ノ森村」の条には以下の記述が見られる。

両水鑑ニ、西ノ森古川、上ハ高台寺ヨリ下ハ蟹江新田マデ、大海用ニ杁アリ、三本杁ト云、佐屋川トモ唱エリ。

## ギャラリー

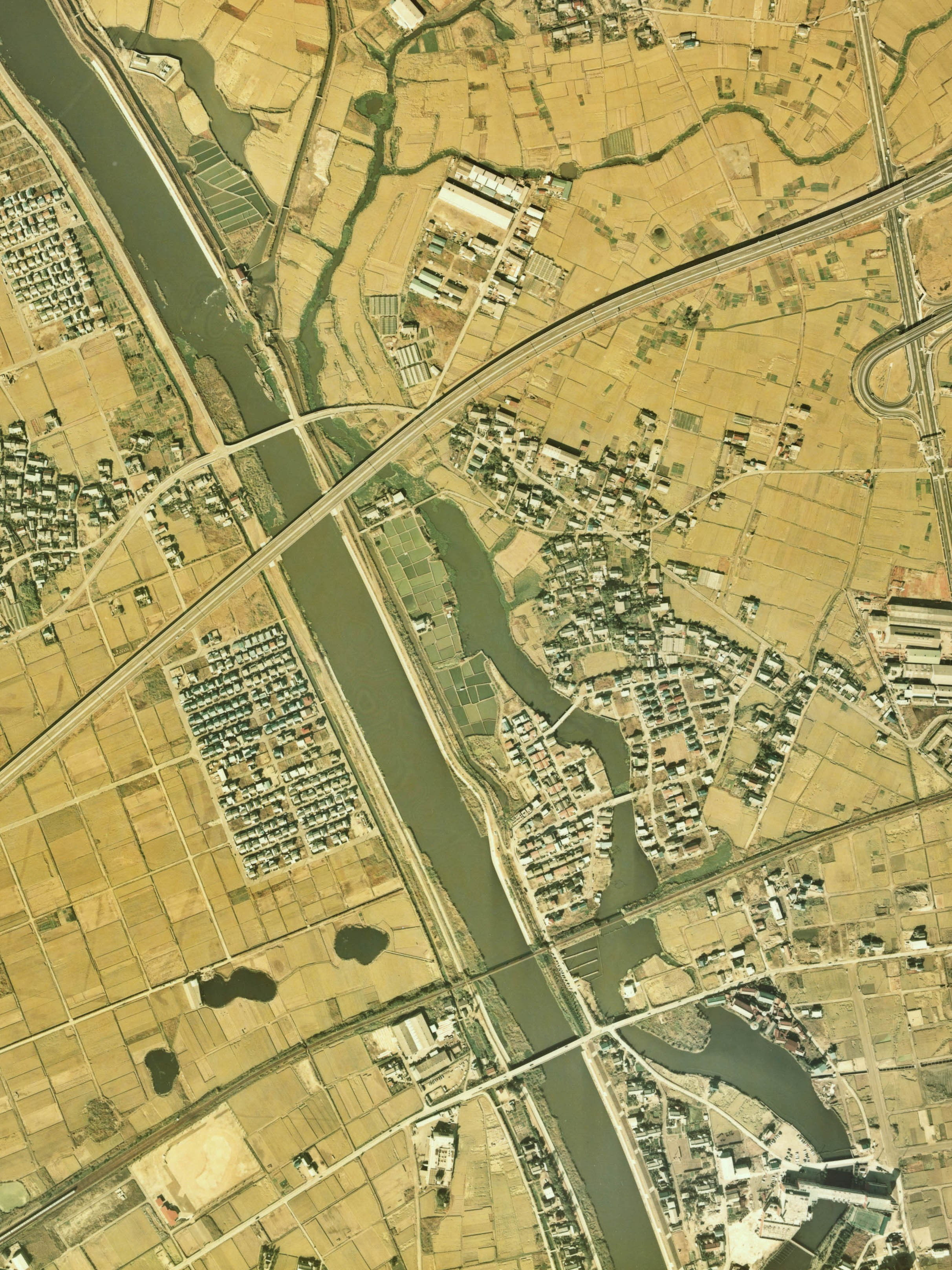
流域の空中写真・東西に横切るのは東名阪道（1975年）
国土交通省 国土地理院 地図・空中写真閲覧サービスの空中写真を基に作成
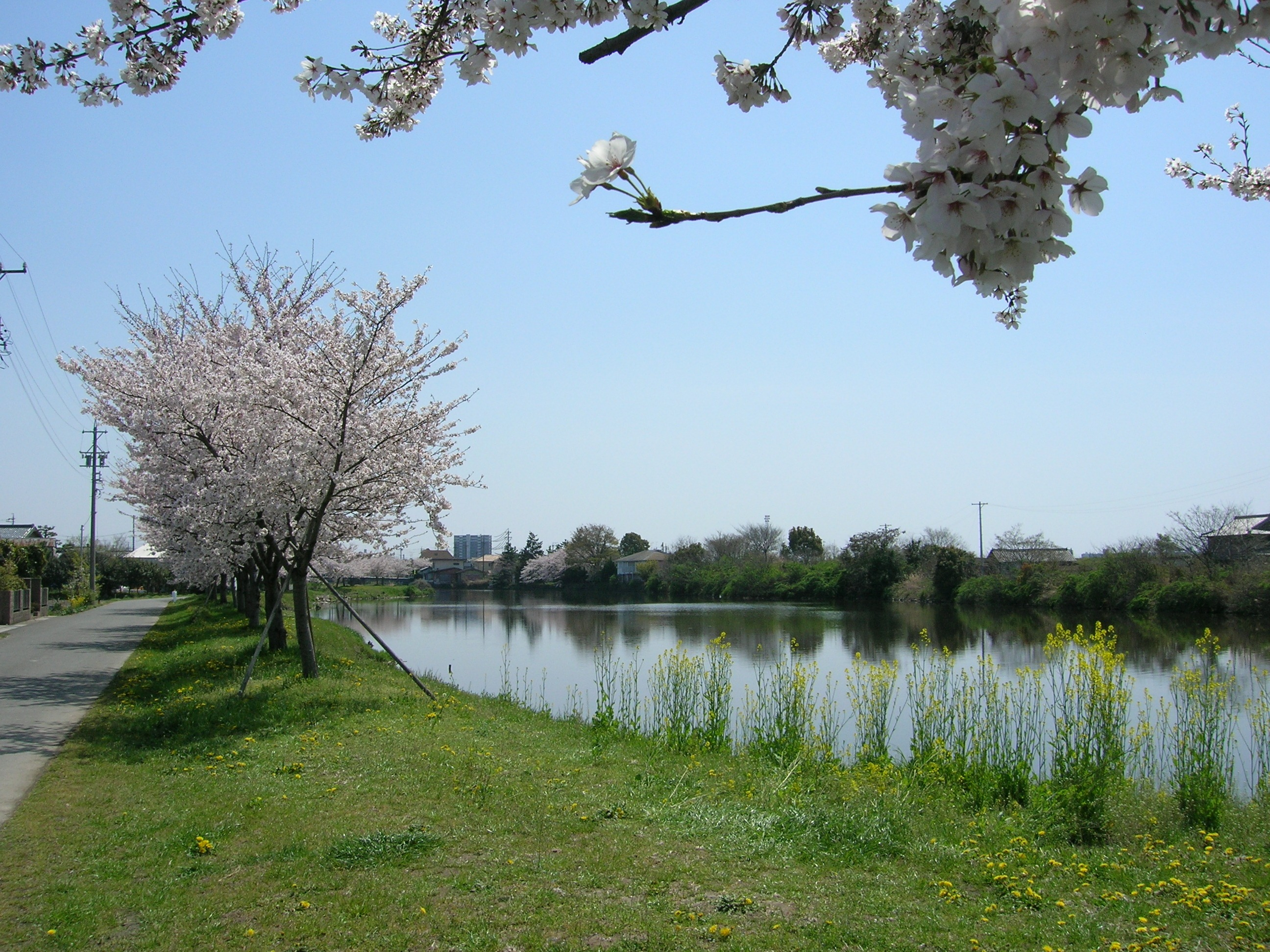
素堀の護岸が残る蟹江町西之森1丁目
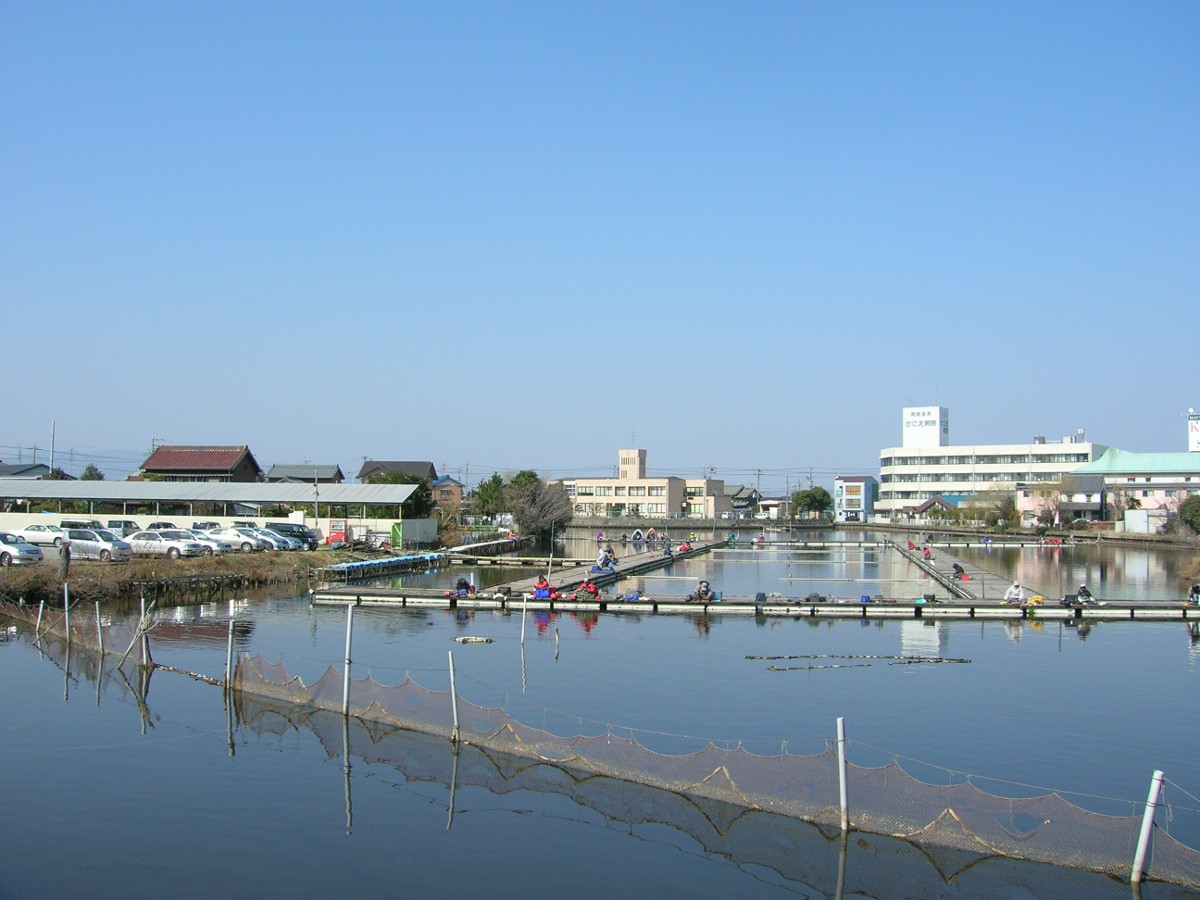
尾張温泉近くの管理釣り場
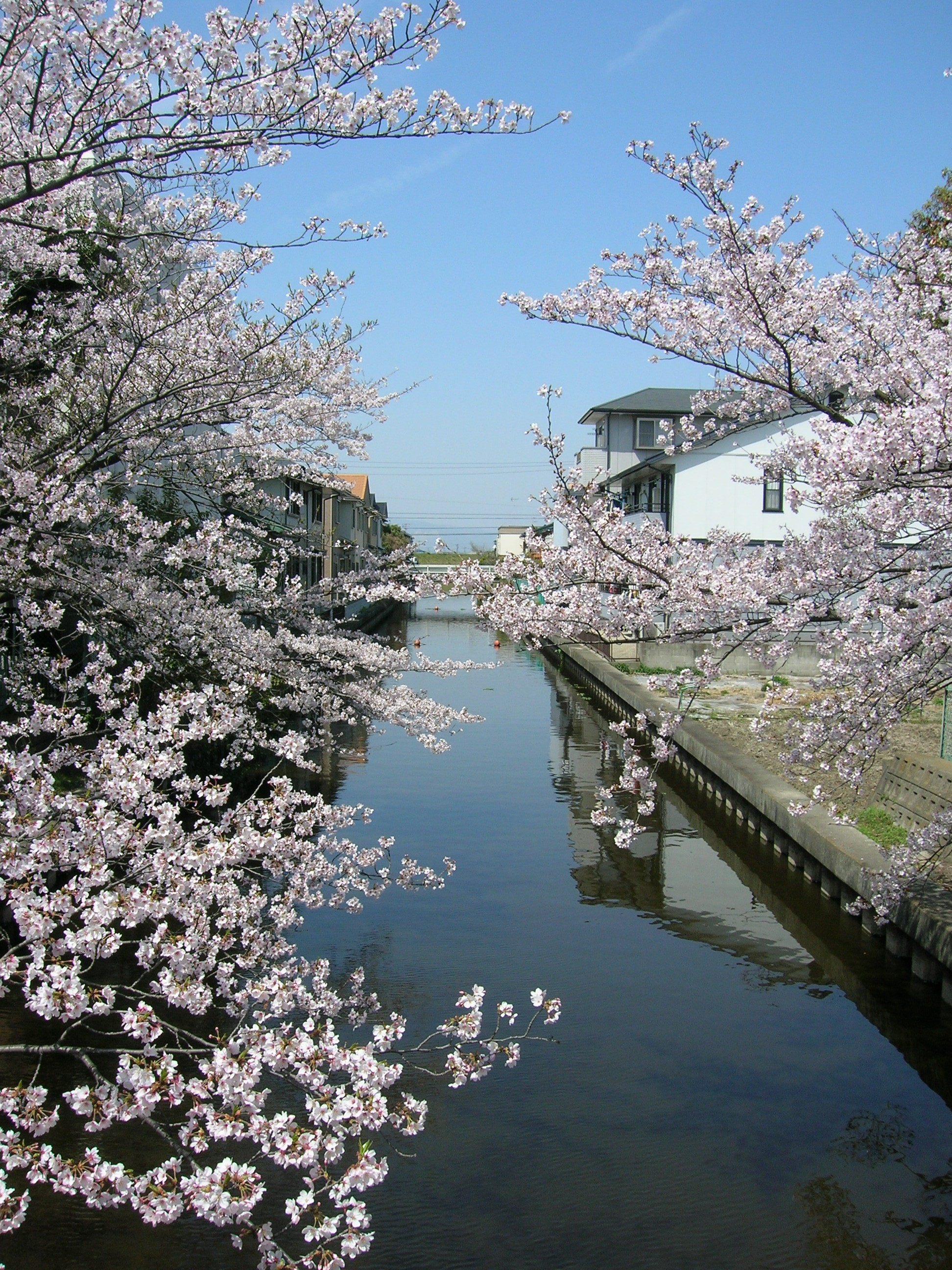
住宅地の間を流れる佐屋川創郷公園付近
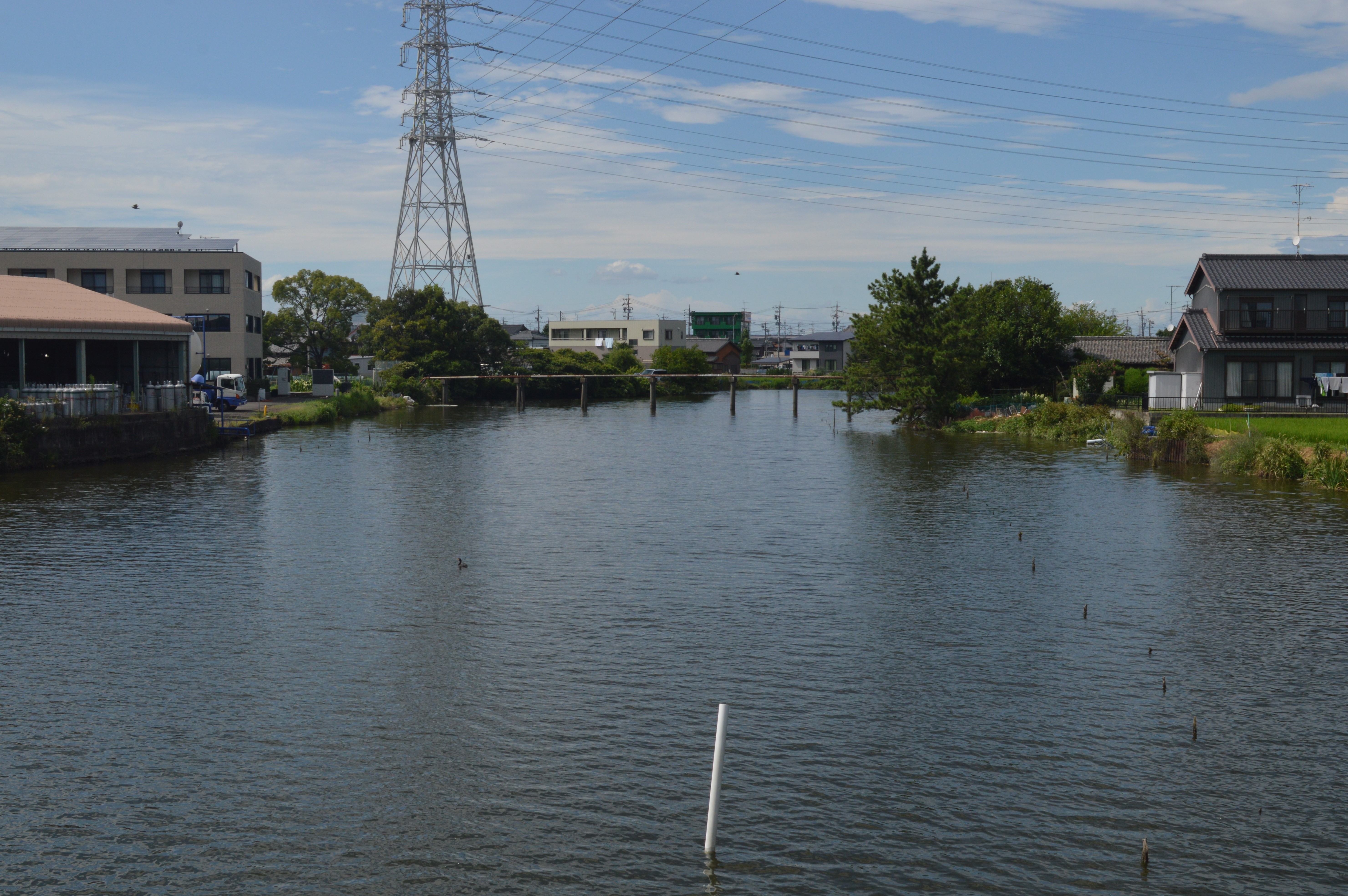
夜寒橋付近
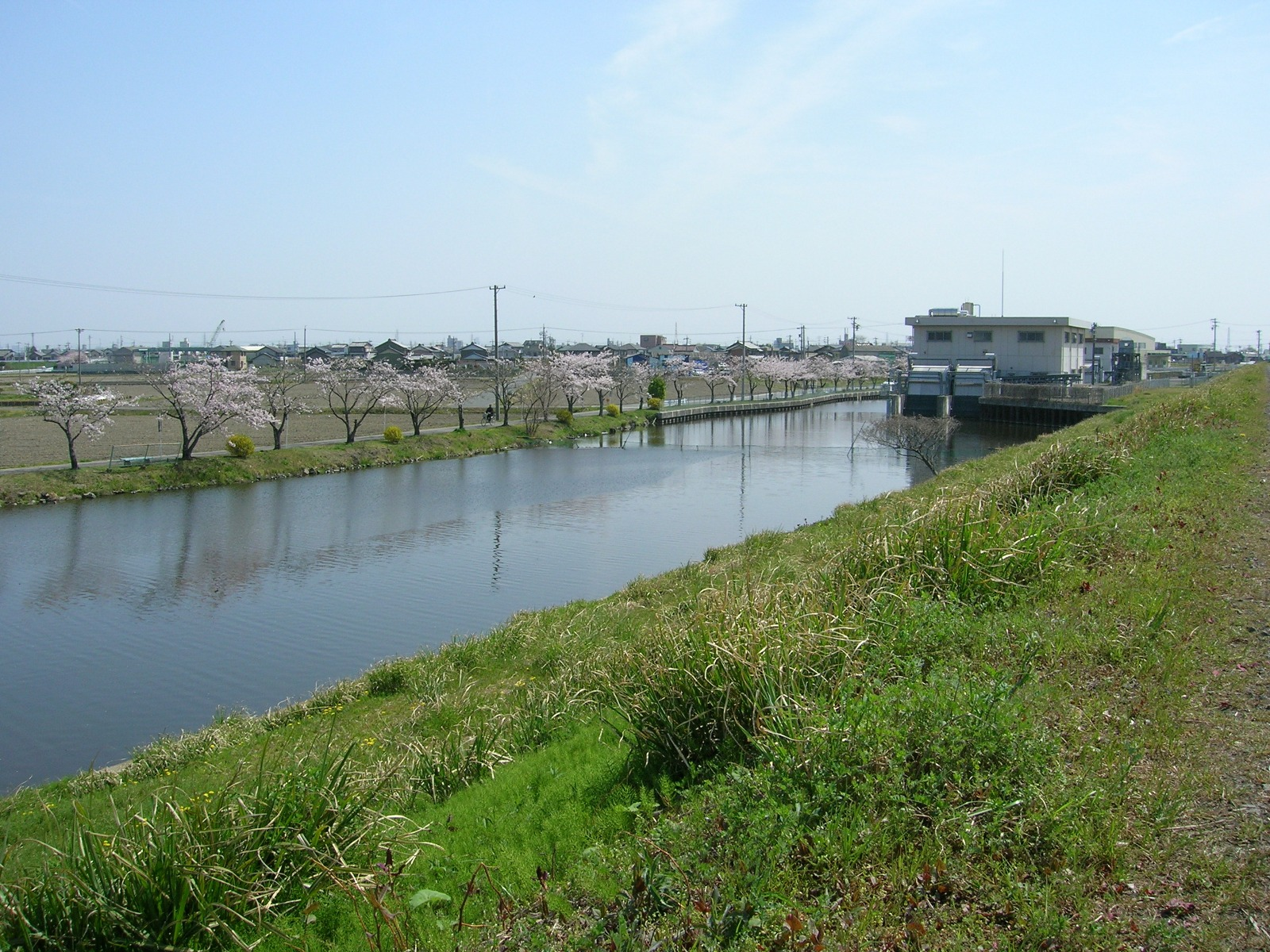
流末の蟹江大澪排水機場